# Liste von Söhnen und Töchtern Berchtesgadens
Die folgenden Personen wurden in Berchtesgaden geboren. Ob sie ihren späteren Wirkungskreis in Berchtesgaden hatten, ist in dieser Aufstellung, die im Übrigen keinen Anspruch auf Vollständigkeit erhebt, nicht berücksichtigt. Ihrer großen Anzahl und der besseren Übersicht wegen sind die gebürtigen Berchtesgadener Sportler und Sportlerinnen weiter unten nach deren jeweiliger Sportart extra aufgelistet worden.

## Söhne und Töchter von Berchtesgaden
- Hermann Adam (* 1948), Wirtschafts- und Politikwissenschaftler
- Menno Aden (* 1942), Rechtswissenschaftler und Rechtsanwalt
- Anton Adner (1705–1822), Vertreiber von Berchtesgadener War
- Elisabeth Amort (1924–2018), Journalistin und Buchautorin
- Florian Amort (* 1992), Musikwissenschaftler, Dramaturg und Autor
- Hans Angerer (1941–2012), von 1998 bis 2006 Regierungspräsident von Oberfranken
- Irmingard von Bayern (1923–2010), Malerin und Autorin, Angehörige der Wittelsbacher
- Heinrich Bieler (1919–1992), Holzbildhauer
- Cornelia Fischer (Nela) (1954–1977), Malerin
- Eugen Fischer (1899–1973), Geologe und Historiker (Pseudonym: A. Helm)
- Hans Conrad Fischer (1926–2017), Autor, Regisseur, Film- und Fernsehproduzent
- Hartmut Graßl (* 1940), Klimaforscher
- Marcus Grüsser (* 1966), Schauspieler
- Martin Güll (* 1953), Politiker (SPD), von 2008 bis 2018 Abgeordneter des Bayerischen Landtags
- Ernst Hallinger (1905–1977), war ein österreichischer Politiker deutscher Herkunft und Mitglied der Sozialdemokratischen Partei Österreichs (SPÖ)
- Gerhard Igl (* 1947), Jurist und Hochschullehrer
- Ulrich Karger (* 1957),  Religionslehrer und Schriftsteller
- Hans Koller (1938–2010), Politiker (CSU)
- Waldemar Kolmsperger (1852–1943), Maler des Neobarock
- Rudolf Kriß (1903–1973), Volkskundler und NS-Verfolgter
- Rupert Metzenleitner (1849–1922, Abt von Scheyern)
- Inka Loreen Minden, bürgerlich Monika Dennerlein (* 1976), Autorin
- Jürgen E. Müller (* 1950), Medienwissenschaftler und Hochschullehrer
- Markus Neumaier (* 1965), Volksschauspieler
- Franz Niegel (1926–2017), Pfarrer, erhielt 2011 für die Unterstützung der Volksmusik den Bayerischen Verdienstorden[1][2]
- Sigismund Felix von Ow-Felldorf (1855–1936), Bischof von Passau
- Alexander Prestel (1941–2024), Mathematiker
- Robert C. Rore (* 1954), Maler und Zeichner
- Ferdinand Schmid (1925–2013), Manager, Chef der Münchener Augustiner-Brauerei, Stiftungsgründer
- Marianne Schmidl (1890–1942), Ethnologin und Bibliothekarin, Opfer des Holocaust
- Alf Schuler (* 1945), Bildender Künstler
- Anna Schuster (1872–1939), Heimatdichterin und Krippenschnitzerin
- Roland Simon-Schaefer (1944–2010), Philosoph und Hochschullehrer
- Hans Spitzner (* 1943), Politiker (CSU)
- Kaspar Stangassinger (1871–1899), seliggesprochener Pater
- Hans Vonderthann (1937–1993),  Volksschauspieler
- Veronika-Marie von Quast (* 1946), bayerische Diseuse, Komikerin, Sängerin und Schauspielerin
- Sylvester Walch (* 1950), Autor und Lehrtherapeut
- Reinhard Wiesend (1887–1970), Landrat des Landkreises Garmisch-Partenkirchen
- Bartholomäus „Bartl“ Wimmer (* 1960), Mitbegründer und CEO der Synlab-Gruppe, Kreis- und Gemeinderat für die Bündnis 90/Die Grünen im Landkreis Berchtesgadener Land

### Sportler und Sportlerinnen

#### Bergsteigen
- Josef Aschauer (1902–1995), Bergsteiger, Bergretter, Skifahrer und Skispringer
- Franz Graßl (* 1965), Skibergsteiger
- Judith Graßl (* 1968), Skibergsteigerin
- Toni Kurz (1913–1936), Bergsteiger
- Anton Palzer (* 1993), Skibergsteiger, Bergläufer und Radrennfahrer
- Silvia Treimer (* 1970), Skibergsteigerin

#### Bob / Rodel / Skeleton
- Karl Angerer (* 1979), Bobpilot
- Tobias Arlt (* 1987), Rennrodler
- Gabriele Bender (* 1978), Rennrodlerin
- Anna Berreiter (* 1999), Rennrodlerin
- Gerhard Böhmer (* 1958), Rennrodler
- Hans Brandner (* 1949), Rennrodler
- Robert Fegg (* 1978), Rennrodler
- Josef Fendt (* 1947), Präsident des internationalen Rennrodelverbandes, früherer aktiver Rennrodler
- Andreas Graitl (* 1984), ehemaliger Rennrodler
- Georg Hackl (* 1966), Rennrodler (zwischen 1988 und 2005 mehrfacher Europameister, Weltmeister und Olympiasieger), Trainer
- Mirsad Halilovic (* 1983), Skeletonfahrer
- Stefan Ilsanker (* 1965), Rennrodler
- Patric Leitner (* 1977), Rennrodler
- Johannes Lochner (* 1990), Bobsportler
- Rudi Lochner (* 1953), Bobfahrer
- Manuel Machata (* 1984), Bobfahrer
- Barbara Niedernhuber (* 1974), Rodlerin
- Hans Plenk (1938–2023), Rennrodler
- Alexander Resch (* 1979), Rennrodler
- Julian von Schleinitz (1991), Rennrodler
- Christa Schmuck (1944), Rennrodlerin
- Carina Schwab (* 1990), Rennrodlerin
- Thomas Schwab (* 1962), Rennrodler und Bundestrainer der Rennrodler
- Balthasar Schwarm (* 1946), Rennrodler
- Anja Selbach (* 1983), Skeletonfahrerin
- Hans Stanggassinger (* 1960), Rennrodler
- Wolfgang Staudinger (* 1963), Rennrodler und Trainer
- Markus Zimmermann (* 1964), Bobfahrer, Olympiasieger im Zweier- und Viererbob

#### Skisport
- Friedl Däuber (1911–1997), Skirennläufer
- Michael Eder (* 1961), Skirennläufer
- Burgl Färbinger (* 1945), Skirennläuferin
- Kathrin Hölzl (* 1984), Skirennläuferin
- Stefan Krauß (* 1967), Skirennläufer
- Franz Pfnür (1908–1996), Skirennläufer
- Heidi Renoth (* 1978), Snowboarderin
- Herbert Renoth (* 1962), Skirennläufer
- Peter Roth (* 1961), Skirennläufer
- Ulrike Stanggassinger (1968–2019), Skirennläuferin
- Christa Zechmeister (* 1957), Skirennläuferin

#### Sonstige
- Mërgim Berisha (* 1998), Fußballspieler
- Franz Fegg (1954–2016), Fußballspieler und Fußballtrainer
- Melanie Hochreiter (* 1996), Snowboarderin
- Elias Huber (* 1999), Snowboarder
- Werner Kern (* 1946), Fußballtrainer
- Benedikt Kohl (* 1988), Eishockeyspieler
- Rupert König (* 1937), österreichischer Amateurboxer
- Fabian Müller (* 1986), Fußballspieler
- Peter Öttl (* 1965), Motorradrennfahrer
- Fedor Radmann (* 1944), Sportfunktionär
- Hans Schwarz (1883–1960), Ringer und mehrfacher Weltmeister